# Cens (époque romaine)
Dans la Rome antique, le cens (en latin : census) est un recensement des citoyens romains et de leurs biens effectué tous les 5 ans. Cette liste des citoyens est dressée par des magistrats élus nommés censeurs. Le cens servait de base au recrutement de l'armée romaine, à la délimitation des droits politiques, à l'organisation des scrutins, au calcul des impôts, puis à l'élaboration d'un état civil.

## Objectifs
Le cens, institution fondamentale de la République romaine, constitue le peuple romain (populus) en un corps civique organisé et hiérarchisé. À chaque citoyen est attribué un rang précisant sa dignité, ses droits et ses devoirs envers la cité. Ce rang dépend principalement du patrimoine foncier. 

## Procédure de recensement

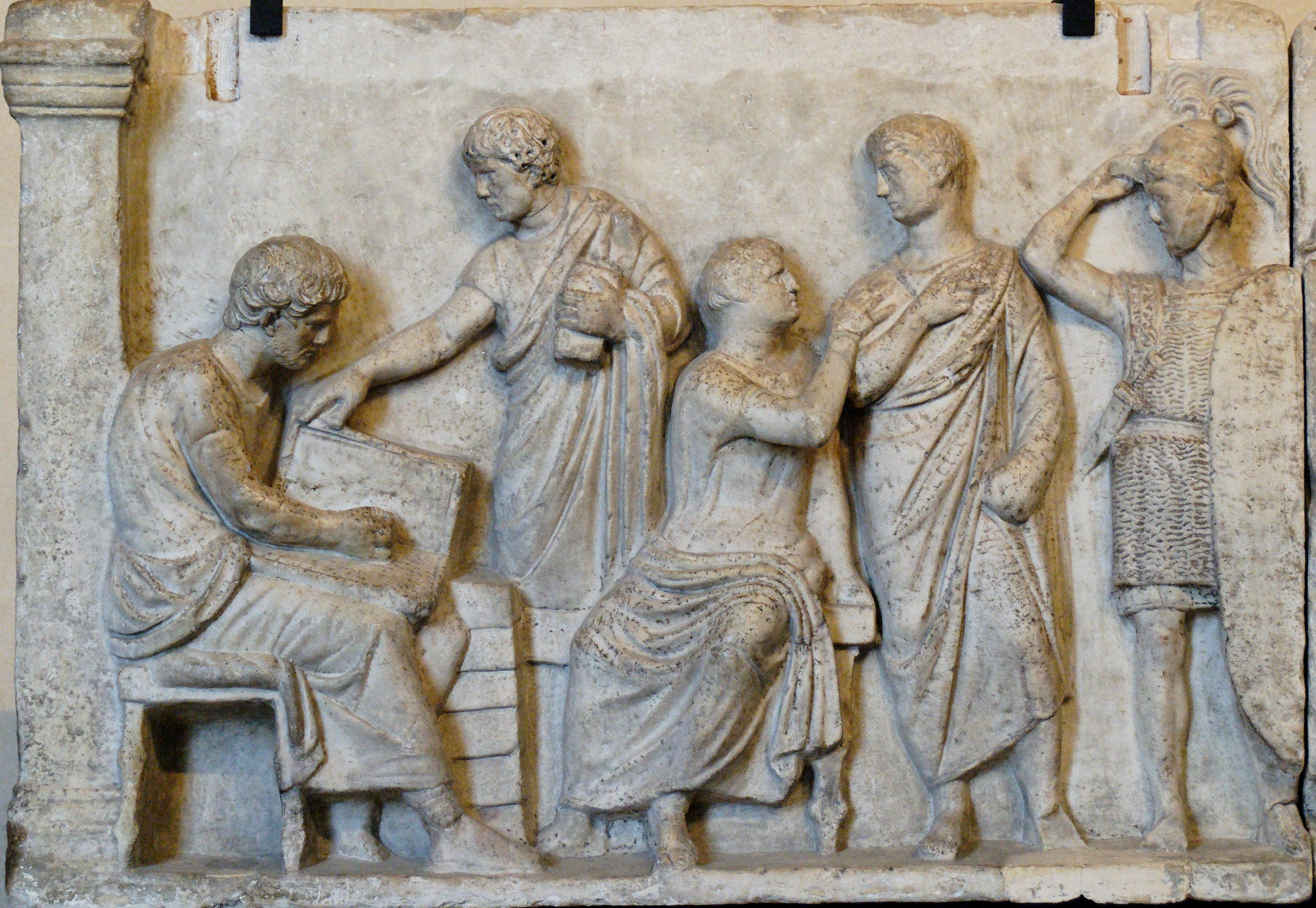
Bas-relief de l'autel de Domitius Ahenobarbus, représentant une opération de recensement : un employé assis enregistre la déclaration d'un citoyen, tandis que le censeur en mettant la main sur l'épaule d'un citoyen l'affecte dans une centurie militaire.

On trouve un exposé des formalités de l’ouverture du recensement dans un fragment des Tabulae Censoriae, repris par Varron. Après la prise des auspices, les citoyens sont sommés par un crieur public (praeco) de se présenter devant les censeurs. Chaque tribu est appelée séparément. Dans chaque tribu la liste des noms est faite préalablement par les tribuns des tribus.
Chaque paterfamilias doit venir en personne devant les censeurs qui établissent les règles spécifiant les différentes sortes de propriétés sujettes au recensement et la méthode d'estimation de leur valeur. Selon ces lois chaque citoyen doit fournir — sous serment — un décompte de lui-même, de sa famille et de ses propriétés : 
- Fournir d'abord ses nom, prénom et surnom et ceux de son père ou s'il est affranchi ceux de son patron ; puis donner son âge.
- Indiquer s'il est marié, donner le nom de son épouse et aussi le nombre, les noms et les âges de ses enfants éventuels.  Les femmes célibataires (viduae) et les orphelins sont représentés par leurs tutores ; leurs noms sont inscrits sur des listes séparées et ils ne sont pas compris dans la somme totale des capita.
- Faire un compte rendu de tous ses biens qui sont objets de recensement. Dans un premier temps il semble que chaque citoyen donne simplement la valeur de l’ensemble de ses biens sans entrer dans les détails ; mais bientôt l'usage s'établit de déclarer les spécifications détaillées de chaque objet ainsi que la valeur générale du tout. C’est la terre qui est la partie la plus importante dans le recensement.

## Chiffres des recensements
Les recensements romains connus par les annalistes sont au nombre de 37 échelonnés entre 508 av. J.-C. et 28 av. J.-C., pour un nombre théorique de 96 avec un rythme quinquennal. Des incertitudes sont possibles, par les erreurs de transcriptions dans les manuscrits. J. Beloch en a corrigé plusieurs valeurs qui s'écartaient manifestement de la tendance générale. 
Toutes les dates sont av. J.-C. et les valeurs établies par Peter Astbury Brunt sont les suivantes :
| Date       | Nombre      | Source                                                 | Commentaires                         |
| 508        | 130 000     | Denys, V, 20                                           |                                      |
| 503        | 120 000     | Jérôme de Stridon, Ol, 69, 1                           |                                      |
| 498        | 150 700     | Denys, V, 75                                           |                                      |
| 493        | 110 000     | Denys, VI, 96                                          |                                      |
| 474        | 103 000     | Denys, IX, 36                                          |                                      |
| 465        | 104 714     | Tite-Live, III, 3                                      | « Sans les veuves et les orphelins » |
| 459        | 117 319     | Tite-Live, III, 24 Eutrope, I, 16                      |                                      |
| 393-2      | 152 573     | Pline, Histoires naturelles, XXX, 10, 16               |                                      |
| 340        | 165 000     | Eusèbe, Ol, 110, 1                                     |                                      |
| 323        | 150 000     | Orose, V, 22, 2 Eutrope, V, 9                          |                                      |
| 294-3      | 262 321     | Tite-Live, X, 47                                       |                                      |
| 289-8      | 272 000     | Tite-Live, Periochae, XI                               |                                      |
| 280-79     | 287 222     | Tite-Live, Periochae, XIII                             |                                      |
| 276-75     | 271 224     | Tite-Live, Periochae, XIII                             |                                      |
| 265-4      | 292 234     | Eutrope, II, 18                                        | 382 233 dans Periochae, XVI          |
| 252-51     | 297 797     | Tite-Live, Periochae, XVIII                            |                                      |
| 276-75     | 241 712     | Tite-Live, Periochae, XIX                              |                                      |
| 241-40     | 260 000     | Jérôme de Stridon, Ol, 134, 1                          |                                      |
| 234-33     | 270 713     | Tite-Live, Periochae, XX                               |                                      |
| 209-08     | 137 108     | Tite-Live, XXVII, 36                                   | Rectifié en 237 108                  |
| 204-03     | 214 000     | Tite-Live, XXIX, 37                                    |                                      |
| 194-93     | 143 704     | Tite-Live, XXXV, 9                                     | Rectifié en 243 704                  |
| 189-88     | 258 318     | Tite-Live, XXXVIII, 36                                 |                                      |
| 179-78     | 258 794     | Tite-Live, Periochae, 41                               |                                      |
| 174-73     | 269 015     | Tite-Live, XLII, 16                                    | 267 231 dans Periochae, 42           |
| 169-68     | 312 805     | Tite-Live, Periochae, 45                               |                                      |
| 164-63     | 337 022     | Tite-Live, Periochae, 46 Plutarque, Aem., 38           |                                      |
| 159-58     | 328 316     | Tite-Live, Periochae, 47                               |                                      |
| 154-53     | 324 000     | Tite-Live, Periochae, 48                               |                                      |
| 147-46     | 322 000     | Eusèbe, Ol., 158, 3                                    |                                      |
| 142-51     | 322 442     | Tite-Live, Periochae, 54                               |                                      |
| 136-35     | 317 933     | Tite-Live, Periochae, 56                               |                                      |
| 131-30     | 318 823     | Tite-Live, Periochae, 59                               |                                      |
| 125-24     | 394 736     | Tite-Live, Periochae, 60                               | ou 294 336 ?                         |
| 115-114    | 394 336 (?) | Tite-Live, Periochae, 73                               |                                      |
| 86-85      | 463 000     | Jérôme, Ol, 173, 4                                     | ou 963 000 ?                         |
| 70-69      | 910 000     | Tite-Live, Periochae, 98 Phlégon de Tralles, fr. 12, 7 |                                      |
| 28         | 4 063 000   | Auguste, Res Gestae, 8, 2                              |                                      |
| 8          | 4 233 000   | Auguste, Res Gestae, 8, 3                              |                                      |
| 14 ap. J-C | 4 937 000   | Auguste, Res Gestae, 8, 4                              |                                      |
| 47 ap. J-C | 5 984 000   | Tacite, Annales, XI, 25                                |                                      |
| ---------- | ----------- | ------------------------------------------------------ | ------------------------------------ |

Le saut quantitatif de 70 av. J.-C. marque l'extension du droit de cité aux Italiens. La pause pendant plus d'une génération vient de la mise en sommeil de la censure par Sylla, et de la reprise par Auguste. Un nouveau saut quantitatif en 28 av. J.-C. est dû à un changement du comptage, par individu, comprenant femmes et enfants (sans doute d'au moins un an), et non par citoyen mâle et adulte. En raison des lacunes du cens, les chiffres sont minorés, peut-être jusqu'à 20%.